# Vagina dentata
Vagina dentata (latin: for "Skede med tænder") betegner en klasse af myter og fortællinger baseret på en mandlig kastrationsangst og faren ved at have sex med fremmede kvinder. I vesten er vagina dentata kædet til Sigmund Freud, som navngav begrebet, og som mente, det stemte overens  med hans teorier.

## Antivoldtægtskondom
I 2005 offentliggjorde den sydafrikanske opfinder Sonette Ehlers en ny opfindelse kaldet Rape-aXe, der skulle afskrække voldtægtsmænd. Det var et slags omvendt kondom, der skulle placeres i skeden og ville gennembore en indtrængende penis med bittesmå sylespidse pigge med modhager. I en artikel udtalte Sonette Ehlers, at hun var inspireret til opfindelsen efter at et voldtægtsoffer havde fortalt, at hun havde ønsket sig tænder i skeden.